# Jungle Fever (colonna sonora)
Jungle Fever è un album di Stevie Wonder, pubblicato dalla Motown nel 1991. L'album è la colonna sonora del film Jungle Fever di Spike Lee.

## Tracce
1. Fun Day – 4:41
2. Queen in the Black – 4:46
3. These Three Words – 4:54
4. Each Other's Throat – 4:17
5. If She Breaks Your Heart – 5:03
6. Gotta Have You – 6:26
7. Make Sure You're Sure – 3:30
8. Jungle Fever – 4:55
9. I Go Sailing – 3:58
10. Chemical Love – 4:26 (testo: Stephanie Andrews – musica: Stevie Wonder)
11. Lighting Up the Candles – 4:10

## Classifiche
| Classifica (1991) | Posizione massima |
| ----------------- | ----------------- |
| Francia           | 40                |
| Italia            | 12                |
| Paesi Bassi       | 52                |
| Regno Unito       | 56                |
| Stati Uniti       | 24                |
| Stati Uniti (R&B) | 1                 |
| Svezia            | 33                |